# Bedřich Schejbal
Bedřich Schejbal (n. 12 august 1874, Praga, Austro-Ungaria – d. secolul al XX-lea) a fost un scrimer ceh, medaliat olimpic. A participat la 2 ediții ale Jocurilor Olimpice (1908, 1912) în care a câștigat o medalie de bronz.